# Treehouse of Horror XXVIII
"Treehouse of Horror XXVIII" (La casa-árbol del terror XXVIII en España y La casita del horror XXVIII en Hispanoamérica) es el cuarto episodio de la vigesimonovena temporada de la serie de dibujos animados Los Simpson, y el episodio 622 de la serie en general. Se emitió en los Estados Unidos en Fox el 22 de octubre de 2017.

## Argumento

### The Sweets Hereafter (Los Dulces del Más Allá)
La familia Simpson está en un plato, como parte de los dulces distribuidos en Halloween en una casa. Marge consuela a Bart diciendo que siempre es el último en ser secuestrado y que hasta una caja de pasas rancias es secuestrada antes que él. Nelson's Crunch y Kirkish Taffy es tomado, y Lisa la manzana se queja de que nadie quiere nunca las manzanas, ya que la gente tiene miedo que hojas de afeitar y agujas estén dentro de ella. Marge la consuela diciendo que los toman sólo cuando están bañadas en caramelo, para disgusto de la manzana. Shauna toma un Senior Mints, después de que Homer se hizo a un lado, y se come su contenido.
Al día siguiente, la familia es la única que queda, y se colocan en una estantería cuando la familia quita las decoraciones de Halloween, donde encuentran un chocolate. Eso les dice que los dejarán allí olvidados. Viendo su incomodidad como nadie lo toma, Homer comienza a comerlo. Marge trata de detenerlo, pero él le dice que el chocolate no siente nada, y continúa comiéndoselo, con el resto de la familia uniéndose cuando se come la boca del conejo para callarlo. La cámara se dirige a la pared, donde está escrito El Especial de Pascua de los Simpson, pero el chocolate del conejo salpica por todas partes, cubriendo las palabras, y el chocolate negro parecido a la sangre deletrea Treehouse of Horror XXVIII.

### The Exor-Sis (La Exor-Sista)
En un templo precristiano en el norte de Irak una estatua es desenterrada y enviada a través de Amazon a la casa de los Simpson, debido a que Homer accidentalmente la ordenó, pensando que decía "pizza". Después de que Homer canta una canción de cuna muy inquietante con ojos rojos brillantes, la estatua es dejada en la cama de Maggie como el demonio dentro de ella. Maggie, con la niña poseída dando a conocer su presencia durante el cóctel que Homer y Marge están celebrando abajo. El demonio mata a una quejosa Helen Lovejoy antes de encerrar a todos y luego matar al Dr. Hibbert mientras revela que está engañando a su esposa.  Ned Flanders les dice a los Simpson que Maggie necesita un exorcismo antes de que lo maten por golpes y asfixia. Un sacerdote irlandés llega poco después, y realiza el exorcismo que purga al demonio de Maggie, pero el demonio termina poseyendo a Bart, lo que lamenta terriblemente, declarando que Bart tiene el alma más malvada por lo que termina a merced de éste.

### Coralisa
Maggie todavía se está recuperando de Pazuzu mientras comienza a vomitar violentamente sobre la mesa de la cena, finalmente inundando la cocina con vómito. En el cuarto de Lisa. Snowball V (Neil Gaiman) la lleva a través de un túnel secreto que la lleva a otra versión de la familia, con botones rosas en lugar de ojos en sus caras. Mientras que la familia alternativa es como un sueño, Lisa vuelve a su mundo aterrorizada cuando se entera de que quieren coserle botones en los ojos para que pueda permanecer con ellos para siempre. Lisa reconsidera la oferta de la familia alternativa después de que Homer hubiera matado a una serpiente con el saxofón de Lisa.
Unos días después, la familia finalmente se da cuenta de que Lisa está desaparecida y Homer lo acepta y dice que Maggie se queda con el cuarto y la ropa de Lisa, mientras que Bart se queda con su tarea. Al escuchar esto, Bart escapa por la puerta y es aceptado en la realidad alternativa. Después de que Marge sigue a sus hijos, Homer sigue su ejemplo y una reunión con la familia alterna resulta en que él mata al suplente Bart mientras que el suplente Homer se lastima con un par de tijeras tratando de vengarlo. Esto enfurece a la alterna Marge mientras se transforma en una criatura de araña de ocho patas para atacar a Homero, quien decide aprovechar la situación para beneficiarse a sí mismo: llevar a los miembros sobrevivientes de la familia alterna a casa con su contraparte alterna que asiste a las reuniones de padres y maestros, mientras que la alterna Marge hace las tareas y cuida la casa. Lisa acepta este resultado, alegando que podría haber sido mucho peor.

### MMM… Homer
Una escena de apertura presenta a Lisa advirtiendo a los espectadores sobre el asqueroso contenido del siguiente segmento. El episodio entonces comienza cuando Homer se queda en casa mientras el resto de la familia se va de vacaciones con Patty y Selma. Homer se pone cómodo y termina comiendo sus provisiones de comida, terminando sólo con verduras antes de encontrar un perrito caliente congelado. Perdiendo el perrito caliente contra Santa's Little Helper en el proceso, Homer accidentalmente se corta el dedo mientras asaba (parodia de la película francesa Raw). Cocina el dedo y se lo come. Descubre lo sabroso que es, perdiendo el interés en otros alimentos cuando Ned lo invita a almorzar, y comienza a cocinar partes de su cuerpo antes de que su familia regrese. Se vuelven sospechosos con Homer constantemente usando guantes de cocina para esconder sus dedos cortados, siendo 20 libras más delgado, y caminando cojeando. Cuando Marge descubrió el auto-canibalismo de Homero una noche mientras él estaba friendo su propia pierna cortada, ella lo lleva a un consejero de adicción en busca de ayuda, pero Mario Batali, en busca de nuevos ingredientes, convence a un desanimado (y ahora faltando la mitad inferior de su cuerpo) de que Homero cocine las partes restantes de su cuerpo como ingredientes vendidos en Chez Homer y varios otros restaurantes a través de Springfield. Carl menciona que también están comiendo Barney Gumble, Comic Book Guy, y carne de caballo. En el cielo, Homer comenta a Jesús cómo ahora comparte a la gente comiendo partes de su cuerpo con él, mientras que éste se come su propia ala de ángel.